# فرناندو أنطونيو
فرناندو أنطونيو (30 أبريل 1899 بالبرتغال - ) هو لاعب كرة قدم برتغالي في مركز الهجوم. شارك مع منتخب البرتغال لكرة القدم. أما مع النوادي، فقد لعب مع نادي بيلينينسش.

## وصلات خارجية
- فرناندو أنطونيو على موقع قاعدة بيانات كرة القدم.إي يو (الإنجليزية)
- فرناندو أنطونيو على موقع عالم كرة القدم.نت (الإنجليزية)